# Dieter Nachtigall
Dieter K. Nachtigall (* 4. Februar 1927 in Berge im Havelland (jetzt Nauen); † 26. Juli 2010 in Wickede-Wiehagen) war Professor für Didaktik der Physik an der Universität Dortmund.
Nachtigall wurde im letzten Kriegsjahr des Zweiten Weltkriegs als Soldat eingezogen und geriet zunächst in britische, dann in sowjetische Kriegsgefangenschaft, wo er jeweils entfloh. Nach dem Krieg begann er als Neulehrer zu arbeiten und durfte ab 1950 an der Humboldt-Universität zu Berlin studieren. Er beteiligte sich am Aufstand des 17. Juni, konnte jedoch weiterstudieren. Nach seinem Diplomabschluss im Jahr 1956 ging er zur Promotion nach Dresden, ging jedoch noch vor seinem Abschluss 1959 in den Westen. Er arbeitete am Kernforschungszentrum Jülich und promovierte 1964 an der RWTH Aachen. Danach arbeitete er noch einige Jahre am CERN, wechselte dann zur Euratom. 1971 wurde er Professor an der Pädagogischen Hochschule Ruhr, die 1980 in der Universität Dortmund aufging. 1992 wurde er emeritiert.
Nachtigall wirkte international, insbesondere setzte er sich für die Physiklehrerausbildung in Afrika und Asien ein. Für dieses Engagement wurde ihm 1998 die Medaille der International Commission for Physics Education verliehen. Er war der erste Deutsche, der diese Medaille erhielt.